# Crocidura grandis
Crocidura grandis је сисар из реда Soricomorpha.

## Угроженост
Подаци о распрострањености ове врсте су недовољни.

## Распрострањење
Врста има станиште на Филипинима.

## Станиште
Станишта врсте су шуме и планине.